# Magnification
Magnification — девятнадцатый студийный альбом прогрессив-рок-группы Yes, выпущенный 11 сентября 2001 года. Последний на сегодняшний день альбом с участием вокалиста Джона Андерсона и единственный, записанный без основного клавишника (только четырьмя участниками группы).
Альбом записан совместно с симфоническим оркестром, состоящим из 60 человек. Партии и аранжировку написал знаменитый кинокомпозитор Ларри Групп.

## Список композиций
| №   | Название                                                                                                | Длительность |
| --- | --- | ------------ |
| 1.  | «Magnification»                                                                                         | 7:16         |
| 2.  | «Spirit of Survival»                                                                                    | 6:02         |
| 3.  | «Don't Go»                                                                                              | 4:27         |
| 4.  | «Give Love Each Day»                                                                                    | 7:44         |
| 5.  | «Can You Imagine»                                                                                       | 2:59         |
| 6.  | «We Agree»                                                                                              | 6:30         |
| 7.  | «Soft as a Dove»                                                                                        | 2:17         |
| 8.  | «Dreamtime»                                                                                             | 10:46        |
| 9.  | «In the Presence Of - I. Deeper - II. Death of Ego - III. True Beginner - IV. Turn Around and Remember» | 10:24        |
| 10. | «Time Is Time»                                                                                          | 2:09         |

| №  | Название | Длительность |
| -- | --- | ------------ |
| 1. | «Deeper (In the Presence Of) (Live)»                                                                          | 11:18        |
| 2. | «The Gates of Delirium (Live)»                                                                                | 23:47        |
| 3. | «Magnification (Live)»                                                                                        | 7:44         |
| 4. | «CD-ROM track - Jon Anderson Video Interview - Don't Go (Single Video) - The Gates of Delirium" (Live Video)» |              |

## Критика
Альбом получил достаточно теплый прием у критиков и фанатов, хотя и не достиг уровня  "классических" альбомов 70-х годов. В первую неделю в чартах альбом оказался на 71 месте в Великобритании и 186 месте в США.

## Участники записи
- Джон Андерсон — ведущий вокал, MIDI-гитара, акустическая гитара
- Крис Сквайр — бас-гитара, бэк-вокал
- Стив Хау — электрогитары, акустические гитары, pedal steel guitar, мандолина, бэк-вокал
- Алан Уайт — барабаны, перкуссия, piano, бэк-вокал

приглашённые музыканты
- Ларри Груп — дирижёр
- Игорь Хорошев — клавишные на бонус-диске 2004 года (tracks 1 & 3)